# El Pujal (la Vansa i Fórnols)
El Pujal és una muntanya de 1.137 metres que es troba al municipi de la Vansa i Fórnols, a la comarca de l'Alt Urgell.